# Kasteel Ronsevaal

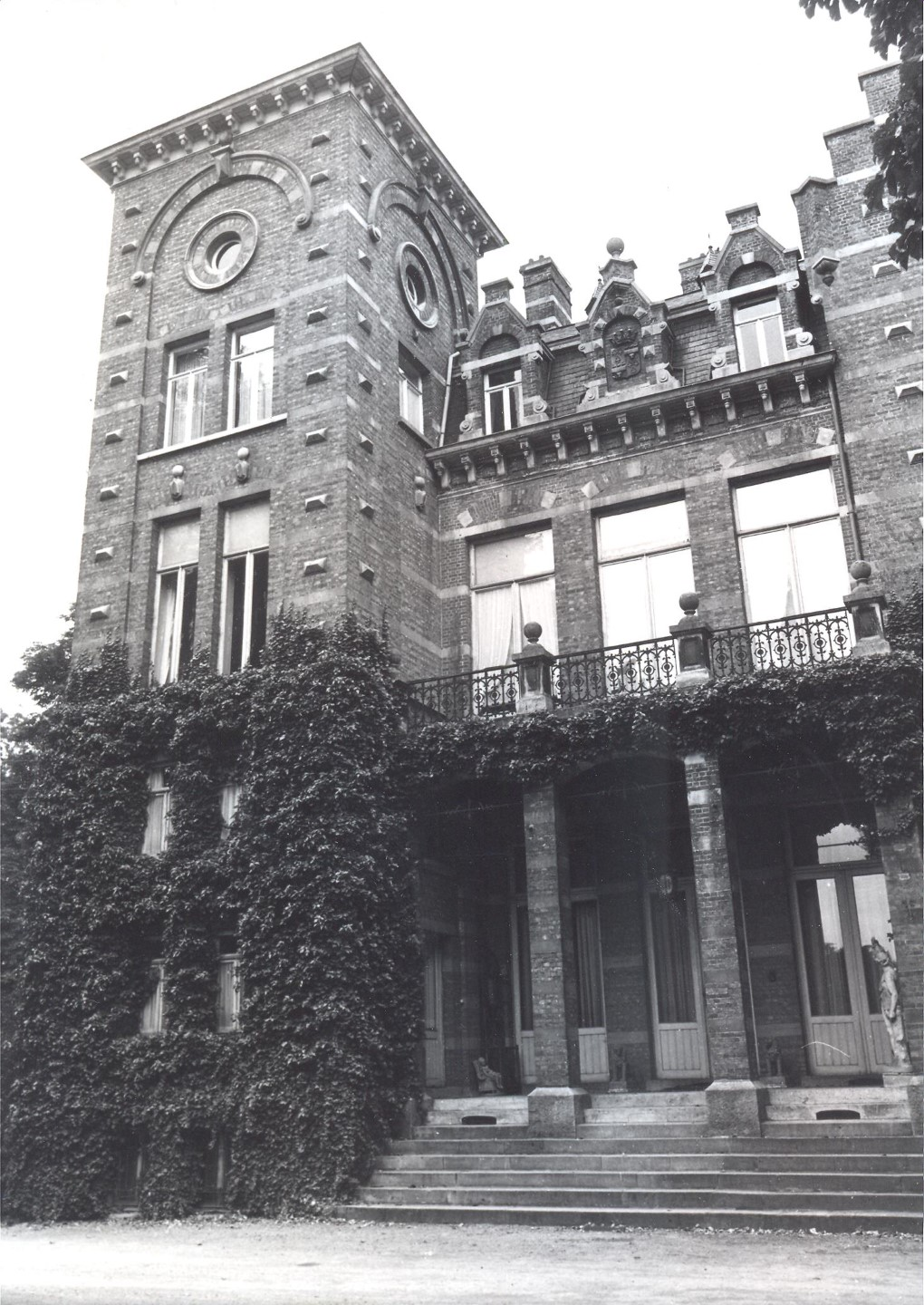
Kasteel Ronsevaal

Het Kasteel Ronsevaal is een kasteel in de Oost-Vlaamse plaats Aalst, gelegen aan Brusselbaan 2 en Brusselse Steenweg 211-213.

## Geschiedenis
Op de Ferrariskaarten (1770-1778) was van een goed op deze plaats nog geen sprake. Op een kadasterkaart van 1834 werd al wél een buitenhuis ingetekend. Dit werd gebouwd in opdracht van Alexander De Clippele. Dit werd in 1870 getroffen door brand waarna in 1894 een nieuw huis werd gebouwd in opdracht van Thérèse Jelie, dochter van textielfabrikant Jan Jelie, eigenaar van de latere Filature du Canal.
Thérèse was getrouwd met Louis Schellekens. Ronsevaal blijft tot 1918 in bezit van de familie Schellekens. Daarna wordt het enkele malen verkocht. In 1923 kwam het aan de familie Camu, eigenaren van onder meer een mouterij. In 1940 dreigde het huis door de Duitse bezetter te worden opgeblazen, om vrij schootsveld te waarborgen. Dit ging niet door, maar in de daaropvolgende oorlog liep het kasteel wél schade op. Louis Camu was de naoorlogse bewoner. Hij werd bankier.
In 2012 kreeg het kasteel een beschermde status.

## Gebouw
Het kasteel is gebouwd in eclectische stijl. Het heeft een ingewikkelde plattegrond en vorm. Het interieur toont neogotische en neoclassicistische stijlelementen.
Bij het kasteel behoren een koetshuis en een paardenstal (1880-1892), diverse dienstgebouwen, een oranjerie en hondenkennels. Verder is er een moestuin. Ook vindt men op het domein de rietgedekte villa Les Trembles van 1930.
Het domein omvat een park dat afloopt naar de Dender. Het werd eind 19e eeuw in landschapsstijl aangelegd. Het domein omvat 20 ha en is verdeeld in twee private stukken en een openbaar deel dat aansluit bij natuurgebied Gerstjens. Het park bevat een aantal merkwaardige bomen.